# Mamadou Sakho
Mamadou Sakho (Parigi, 13 febbraio 1990) è un calciatore francese di origini senegalesi, difensore attualmente svincolato.

## Biografia
Mamadou Sakho è nato nel XVIII arrondissement di Parigi da genitori senegalesi.
È il quinto di sei fratelli e sorelle. La sua famiglia viveva nel quartiere della Goutte-d'Or fin quando si trasferì a Porta di Vincennes, nel quartiere di Reuilly, nel XII arrondissement  di Parigi.
Da piccolo ha vissuto per strada facendo l'elemosina. A Liverpool aiutava i più giovani a imparare la lingua francese.

## Carriera

### Club

#### Paris Saint-Germain
Debuttò nel calcio a otto anni nelle giovanili del Paris FC.
Cresciuto nel PFC, nel 2002 passa al vivaio dei più noti concittadini del Paris Saint-Germain.
Con il PSG debutta in prima squadra nel 2006, all'età di sedici anni. Nel 2007, diciassettenne, indossa per la prima volta la fascia di capitano della squadra, diventandone il più giovane nella storia del club. Divenuto titolare nel tempo, nel 2008 vince la Coppa di Lega francese, disputando da titolare la finale contro il Lens per 2-1, e nel 2010 la Coppa di Francia contro il Monaco per 1-0. Il 22 maggio 2011 viene premiato come miglior giovane della Ligue 1 2010-2011. Dopo il ritiro di Claude Makélélé, diventa il capitano dei parigini.

#### Liverpool
Nell'estate 2013 al PSG arriva dalla Roma il difensore Marquinhos, e il 2 settembre 2013 Sakho passa al Liverpool per 17 milioni di euro. Il debutto avviene il 16 dello stesso mese contro lo Swansea City, gara finita sul risultato di 2-2, giocata al Liberty Stadium. Il tecnico dei Reds Brendan Rodgers ha definito il francese come un «mostro» in allenamento, prima del suo debutto ufficiale. Il 22 settembre Sakho vola in Francia per salutare i suoi ex tifosi, proprio in vista della sfida contro il Monaco, spiegando il suo amore per il club parigino che tifa sin dall'infanzia. Il 25 settembre 2013 fa il suo esordio in Football League Cup nella sconfitta per 1-0 in trasferta contro il Manchester United. Il 7 dicembre 2013 segna la sua prima rete con la maglia del Liverpool, nella gara vinta per 4-1 ad Anfield contro il West Ham Utd. Conclude la sua prima stagione in Inghilterra con 19 presenze e 1 gol in totale.
La stagione successiva è una stagione complicata con continui infortuni che gli impediscono di trovare continuità. Il 16 settembre 2014 trova la prima presenza con la maglia del Liverpool in Champions League nella prima partita del girone vinta 2-1 in casa contro il Ludogorets. Nel corso della stagione non riesce a segnare alcun gol.
La nuova stagione è segnata dal cambio in panchina dell'allenatore del club: a ottobre Brendan Rodgers lascia spazio a Jurgen Klopp. Nonostante questo cambio non perde il posto da titolare, anzi viene molto apprezzato dal nuovo tecnico tedesco. Nella prima partita del girone di Europa League indossa per la prima volta la fascia da capitano. Il 14 aprile 2016 trova il primo gol europeo in carriera, nella rocambolesca vittoria per 4-3 contro il Borussia Dortmund ad Anfield. Il 20 aprile 2016 arriva anche la sua prima rete in campionato, che gli mancava da più di un anno, nel derby vinto per 4-0 contro l'Everton. Tre giorni dopo viene sospeso in via temporanea dal club per essere risultato positivo ad un test antidoping.

#### Crystal Palace
Il 30 gennaio 2017 viene ceduto in prestito al Crystal Palace.
Il 31 maggio finisce il prestito, ma il 1º settembre 2017 torna al Palace siglando un contratto quadriennale.
Il 1º luglio 2021 viene svincolato dalla squadra della capitale inglese.

#### Montpellier
Il 27 luglio 2021, Sakho viene ingaggiato a parametro zero dal Montpellier, tornando così in Ligue 1.
Non convocato per la prima partita di campionato contro l'Olympique Marsiglia, esordisce sette giorni dopo contro lo Stade Reims partendo titolare e disputando tutta la partita.
Nel corso della sua terza stagione con i paillaide, il 24 ottobre 2023 Sakho è coinvolto in un violento alterco con l'allenatore Michel Der Zakarian durante un allenamento. In seguito all'inicidente, il 2 novembre seguente la società ha rescisso il suo contratto, in comune accordo con il difensore.

#### Torpedo Kutaisi
L'11 giugno 2024, viene ufficializzato il suo ingaggio da parte della T'orp'edo Kutaisi, squadra della massima serie georgiana; al difensore viene affidato anche un ruolo di supervisione del settore giovanile del club.

### Nazionale

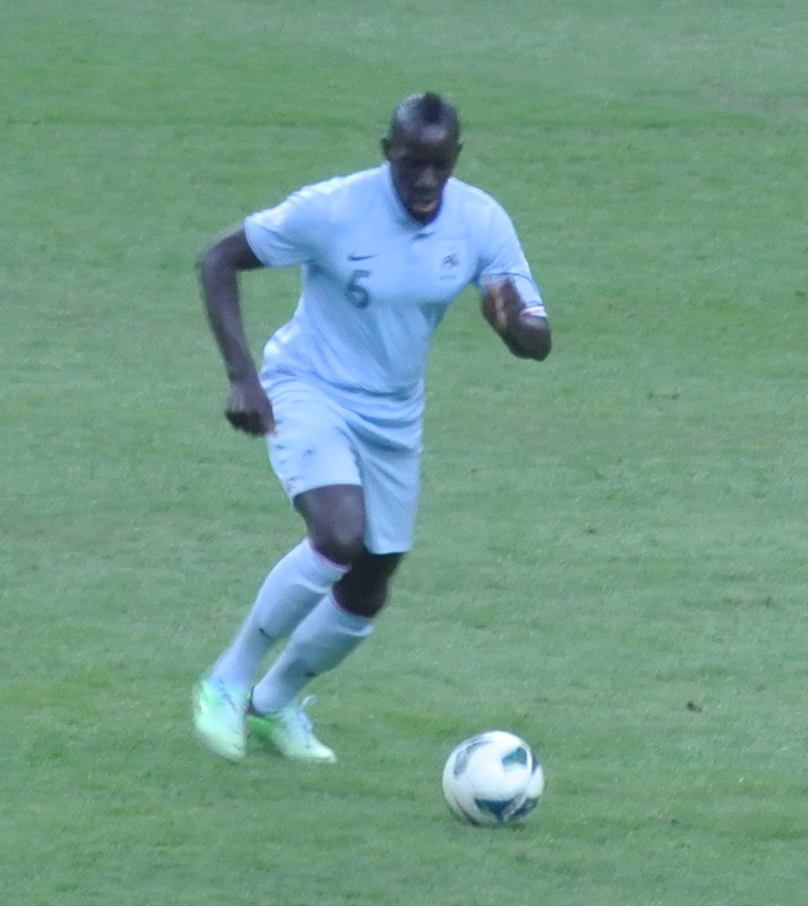
Sakho con la maglia della nazionale francese nel 2013

Dopo aver giocato per tutte la compagini giovanili (Under-16, 17, 18, 19 e Under-21), debutta con la nazionale maggiore di Laurent Blanc il 17 novembre 2010 nell'amichevole vinta per 2-1 contro l'Inghilterra.
Il 19 novembre 2013 segna i suoi primi goal con la maglia della nazionale maggiore durante lo spareggio di qualificazione per i Mondiali del 2014 contro l'Ucraina, risultando decisivo ai fine della qualificazione francese con una doppietta; i transalpini hanno ribaltato così il 2-0 dell'andata.
Viene convocato per i Mondiali 2014, che vede la selezione transalpina uscire ai quarti, dove ottiene 4 presenze. Continua ad ottenere sporadiche presenze tra il 2014 e marzo del 2016.
Nonostante i suoi problemi di doping poteva essere convocato per gli Europei giocati in casa nel 2016 visto che la squalifica gli era stato tolta in maggio, ma non è stato convocato per la manifestazione.
Nonostante non giocasse una partita dal 2016, viene inserito tra i preconvocati per i Mondiali 2018, non figurando tuttavia tra i 23 convocati finali.
Il 20 novembre 2018 torna a disputare una gara con la Francia, in amichevole con l'Uruguay, dopo più di due anni e mezzo di assenza.

## Statistiche

### Presenze e reti nei club
Aggiornato il 2 novembre 2023.
| Stagione                   | Squadra                    | Campionato                 | Campionato | Campionato | Coppe nazionali | Coppe nazionali | Coppe nazionali | Coppe continentali | Coppe continentali | Coppe continentali | Altre coppe | Altre coppe | Altre coppe | Totale | Totale |
| Stagione                   | Squadra                    | Comp                       | Pres       | Reti       | Comp            | Pres            | Reti            | Comp               | Pres               | Reti               | Comp        | Pres        | Reti        | Pres   | Reti   |
| -------------------------- | -------------------------- | -------------------------- | ---------- | ---------- | --------------- | --------------- | --------------- | ------------------ | ------------------ | ------------------ | ----------- | ----------- | ----------- | ------ | ------ |
| 2006-2007                  | Paris Saint-Germain        | L1                         | 0          | 0          | CF+CdL          | 0+0             | 0               | CU                 | 2                  | 0                  | -           | -           | -           | 2      | 0      |
| 2007-2008                  | Paris Saint-Germain        | L1                         | 12         | 0          | CF+CdL          | 2+2             | 0               | -                  | -                  | -                  | -           | -           | -           | 16     | 0      |
| 2008-2009                  | Paris Saint-Germain        | L1                         | 23         | 1          | CF+CdL          | 1+3             | 0               | CU                 | 7                  | 0                  | -           | -           | -           | 34     | 1      |
| 2009-2010                  | Paris Saint-Germain        | L1                         | 32         | 0          | CF+CdL          | 5+2             | 0               | -                  | -                  | -                  | -           | -           | -           | 39     | 0      |
| 2010-2011                  | Paris Saint-Germain        | L1                         | 35         | 4          | CF+CdL          | 4+1             | 0               | UEL                | 9                  | 0                  | SF          | 1           | 0           | 50     | 4      |
| 2011-2012                  | Paris Saint-Germain        | L1                         | 22         | 0          | CF+CdL          | 2+1             | 0               | UEL                | 1                  | 0                  | -           | -           | -           | 26     | 0      |
| 2012-2013                  | Paris Saint-Germain        | L1                         | 27         | 2          | CF+CdL          | 3+1             | 0               | UCL                | 3                  | 0                  | -           | -           | -           | 34     | 2      |
| Totale Paris Saint-Germain | Totale Paris Saint-Germain | Totale Paris Saint-Germain | 151        | 7          |                 | 27              | 0               |                    | 22                 | 0                  |             | 1           | 0           | 201    | 7      |
| 2013-2014                  | Liverpool                  | PL                         | 18         | 1          | FACup+CdL       | 0+1             | 0               | -                  | -                  | -                  | -           | -           | -           | 19     | 1      |
| 2014-2015                  | Liverpool                  | PL                         | 16         | 0          | FACup+CdL       | 5+4             | 0               | UCL+UEL            | 1+1                | 0                  | -           | -           | -           | 27     | 0      |
| 2015-2016                  | Liverpool                  | PL                         | 22         | 1          | FACup+CdL       | 0+2             | 0               | UEL                | 10                 | 1                  | -           | -           | -           | 34     | 2      |
| Totale Liverpool           | Totale Liverpool           | Totale Liverpool           | 56         | 2          |                 | 12              | 0               |                    | 12                 | 1                  |             | -           | -           | 80     | 3      |
| 2016-2017                  | Crystal Palace             | PL                         | 8          | 0          | FACup+CdL       | 0+0             | 0               | -                  | -                  | -                  | -           | -           | -           | 8      | 0      |
| 2017-2018                  | Crystal Palace             | PL                         | 19         | 1          | FACup+CdL       | 0+1             | 0               | -                  | -                  | -                  | -           | -           | -           | 20     | 1      |
| 2018-2019                  | Crystal Palace             | PL                         | 27         | 0          | FACup+CdL       | 0+0             | 0               | -                  | -                  | -                  | -           | -           | -           | 27     | 0      |
| 2019-2020                  | Crystal Palace             | PL                         | 14         | 0          | FACup+CdL       | 0+0             | 0               | -                  | -                  | -                  | -           | -           | -           | 14     | 0      |
| 2020-2021                  | Crystal Palace             | PL                         | 4          | 0          | FACup+CdL       | 0+1             | 0               | -                  | -                  | -                  | -           | -           | -           | 5      | 0      |
| Totale Crystal Palace      | Totale Crystal Palace      | Totale Crystal Palace      | 72         | 1          |                 | 2               | 0               |                    | -                  | -                  |             | -           | -           | 74     | 1      |
| 2021-2022                  | Montpellier                | L1                         | 29         | 0          | CF              | 3               | 0               | -                  | -                  | -                  | -           | -           | -           | 32     | 0      |
| 2022-2023                  | Montpellier                | L1                         | 15         | 1          | CF              | 1               | 0               | -                  | -                  | -                  | -           | -           | -           | 16     | 1      |
| lug.-nov. 2023             | Montpellier                | L1                         | 1          | 0          | CF              | -               | -               | -                  | -                  | -                  | -           | -           | -           | 1      | 0      |
| Totale Montpellier         | Totale Montpellier         | Totale Montpellier         | 45         | 1          |                 | 4               | 0               |                    | 0                  | 0                  |             | 0           | 0           | 49     | 1      |
| Totale carriera            | Totale carriera            | Totale carriera            | 323        | 11         |                 | 45              | 0               |                    | 34                 | 1                  |             | 1           | 0           | 403    | 12     |

### Cronologia presenze e reti in nazionale
| Cronologia completa delle presenze e delle reti in nazionale ― Francia | Cronologia completa delle presenze e delle reti in nazionale ― Francia | Cronologia completa delle presenze e delle reti in nazionale ― Francia | Cronologia completa delle presenze e delle reti in nazionale ― Francia | Cronologia completa delle presenze e delle reti in nazionale ― Francia | Cronologia completa delle presenze e delle reti in nazionale ― Francia | Cronologia completa delle presenze e delle reti in nazionale ― Francia | Cronologia completa delle presenze e delle reti in nazionale ― Francia |
| Data                                                                   | Città                                                                  | In casa                                                                | Risultato                                                              | Ospiti                                                                 | Competizione                                                           | Reti                                                                   | Note                                                                   |
| ---------------------------------------------------------------------- | ---------------------------------------------------------------------- | ---------------------------------------------------------------------- | ---------------------------------------------------------------------- | ---------------------------------------------------------------------- | ---------------------------------------------------------------------- | ---------------------------------------------------------------------- | ---------------------------------------------------------------------- |
| 17-11-2010                                                             | Londra                                                                 | Inghilterra                                                            | 1 – 2                                                                  | Francia                                                                | Amichevole                                                             | -                                                                      | 46’                                                                    |
| 29-3-2011                                                              | Saint-Denis                                                            | Francia                                                                | 0 – 0                                                                  | Croazia                                                                | Amichevole                                                             | -                                                                      | 90+6’                                                                  |
| 3-6-2011                                                               | Minsk                                                                  | Bielorussia                                                            | 1 – 1                                                                  | Francia                                                                | Qual. Euro 2012                                                        | -                                                                      |                                                                        |
| 6-6-2011                                                               | Donec'k                                                                | Ucraina                                                                | 1 – 4                                                                  | Francia                                                                | Amichevole                                                             | -                                                                      | 76’                                                                    |
| 15-11-2011                                                             | Saint-Denis                                                            | Francia                                                                | 0 – 0                                                                  | Belgio                                                                 | Amichevole                                                             | -                                                                      |                                                                        |
| 15-8-2012                                                              | Le Havre                                                               | Francia                                                                | 0 – 0                                                                  | Uruguay                                                                | Amichevole                                                             | -                                                                      |                                                                        |
| 7-9-2012                                                               | Helsinki                                                               | Finlandia                                                              | 0 – 1                                                                  | Francia                                                                | Qual. Mondiali 2014                                                    | -                                                                      |                                                                        |
| 11-9-2012                                                              | Saint-Denis                                                            | Francia                                                                | 3 – 1                                                                  | Bielorussia                                                            | Qual. Mondiali 2014                                                    | -                                                                      |                                                                        |
| 12-10-2012                                                             | Saint-Denis                                                            | Francia                                                                | 0 – 1                                                                  | Giappone                                                               | Amichevole                                                             | -                                                                      |                                                                        |
| 16-10-2012                                                             | Madrid                                                                 | Spagna                                                                 | 1 – 1                                                                  | Francia                                                                | Qual. Mondiali 2014                                                    | -                                                                      |                                                                        |
| 14-11-2012                                                             | Parma                                                                  | Italia                                                                 | 1 – 2                                                                  | Francia                                                                | Amichevole                                                             | -                                                                      |                                                                        |
| 6-2-2013                                                               | Saint-Denis                                                            | Francia                                                                | 1 – 2                                                                  | Germania                                                               | Amichevole                                                             | -                                                                      |                                                                        |
| 22-3-2013                                                              | Saint-Denis                                                            | Francia                                                                | 3 – 1                                                                  | Georgia                                                                | Qual. Mondiali 2014                                                    | -                                                                      |                                                                        |
| 9-6-2013                                                               | Porto Alegre                                                           | Brasile                                                                | 3 – 0                                                                  | Francia                                                                | Amichevole                                                             | -                                                                      |                                                                        |
| 11-10-2013                                                             | Parigi                                                                 | Francia                                                                | 6 – 0                                                                  | Australia                                                              | Amichevole                                                             | -                                                                      | 46’                                                                    |
| 19-11-2013                                                             | Saint-Denis                                                            | Francia                                                                | 3 – 0                                                                  | Ucraina                                                                | Qual. Mondiali 2014                                                    | 2                                                                      | 45’                                                                    |
| 27-5-2014                                                              | Saint-Denis                                                            | Francia                                                                | 4 – 0                                                                  | Norvegia                                                               | Amichevole                                                             | -                                                                      |                                                                        |
| 1-6-2014                                                               | Nizza                                                                  | Francia                                                                | 1 – 1                                                                  | Paraguay                                                               | Amichevole                                                             | -                                                                      | 46’                                                                    |
| 8-6-2014                                                               | Lilla                                                                  | Francia                                                                | 8 – 0                                                                  | Giamaica                                                               | Amichevole                                                             | -                                                                      |                                                                        |
| 15-6-2014                                                              | Porto Alegre                                                           | Francia                                                                | 3 – 0                                                                  | Honduras                                                               | Mondiali 2014 - 1º turno                                               | -                                                                      |                                                                        |
| 20-6-2014                                                              | Salvador                                                               | Svizzera                                                               | 2 – 5                                                                  | Francia                                                                | Mondiali 2014 - 1º turno                                               | -                                                                      | 66’                                                                    |
| 25-6-2014                                                              | Rio de Janeiro                                                         | Ecuador                                                                | 0 – 0                                                                  | Francia                                                                | Mondiali 2014 - 1º turno                                               | -                                                                      | 61’                                                                    |
| 4-7-2014                                                               | Rio de Janeiro                                                         | Francia                                                                | 0 – 1                                                                  | Germania                                                               | Mondiali 2014 - Quarti di finale                                       | -                                                                      | 72’                                                                    |
| 4-9-2014                                                               | Saint-Denis                                                            | Francia                                                                | 1 – 0                                                                  | Spagna                                                                 | Amichevole                                                             | -                                                                      |                                                                        |
| 26-3-2015                                                              | Saint-Denis                                                            | Francia                                                                | 1 – 3                                                                  | Brasile                                                                | Amichevole                                                             | -                                                                      |                                                                        |
| 13-6-2015                                                              | Elbasan                                                                | Albania                                                                | 1 – 0                                                                  | Francia                                                                | Amichevole                                                             | -                                                                      |                                                                        |
| 8-10-2015                                                              | Nizza                                                                  | Francia                                                                | 4 – 0                                                                  | Armenia                                                                | Amichevole                                                             | -                                                                      | 42’                                                                    |
| 29-3-2016                                                              | Saint-Denis                                                            | Francia                                                                | 4 – 2                                                                  | Russia                                                                 | Amichevole                                                             | -                                                                      |                                                                        |
| 20-11-2018                                                             | Saint-Denis                                                            | Francia                                                                | 1 – 0                                                                  | Uruguay                                                                | Amichevole                                                             | -                                                                      | 46’                                                                    |
| Totale                                                                 |                                                                        | Presenze                                                               | 29                                                                     |                                                                        | Reti                                                                   | 2                                                                      |                                                                        |

## Palmarès

### Club
- Coppa di Lega francese: 1

Paris Saint-Germain: 2007-2008
- Coppa di Francia: 1

Paris Saint-Germain: 2009-2010
- Campionato francese: 1

Paris Saint-Germain: 2012-2013
- Supercoppa francese: 1

Paris Saint-Germain: 2013

### Individuale
- Trophées UNFP du football: 2

Miglior giovane della Ligue 1: 2010-2011
Squadra ideale della Ligue 1: 2010-2011